# 邢民友
邢民友（韓語：형민우，1974年4月14日—）是韩国的漫画家，主要作品有《热血柔道忘战》、《太王北伐记》、《武神战争》、《PRIEST》等。1999年获大韩民国文化大赛出版部门新人奖。
2011年美国根据他的作品《PRIEST》拍摄了同名电影，导演是科特·查尔斯·斯图瓦特，由保羅·彼特尼主演，这是韩国漫画首次改编为好莱坞电影。